# Зграда инжињеријске касарне у Нишу
Инжињеријска касарна представља један од најзначајнијих и најмонументалнијих војних објеката у Нишу. Налази се на територији општине : Градска општина Палилула (Ниш) . Саграђена је на прелазу из 19. у 20. век. Зграда касарне је коришћена за смештај војника све до почетка двадесетпрвог века. И у току Првог светког рата и у току Другог светског рата окупатори су објекат користили за смештај својих војника.
Крајем двадесетог века и почетком двадесетпрвог века, све до 2007. године,  објекат је коришћен као касарна за смештај и обуку војника техничке службе ЈНА касније и Војске Србије. Kасарна је носила име „Филип Кљајић” по народном хероју из Другог светског рата Филипу Кљајићу Фићи.

## Архитектура
Грађена је по пројекту београдског архитекте Данила Владисављевића (1871—1923), који је од 1898. до 1921. године био архитекта Министарства војске Србије. Инжињеријска касарна представља најзначајније остварење овог познатог београдског архитекте, који је, поред осталог, пројектовао у Београду Војну болницу, затим зграду Извозне банке на Теразијама и Прометну банку у Кнез Михаловој улици.
Камен темељац за инжињеријску касарну постављен је 10. јуна 1899. године, на свечаностима којима су присуствовали краљ Александар Обреновиh и његов отац краљ Милан, ослободилац Ниша. Градња касарне завршена је у јесен 1900. године. 3града представља изузетак од тадашњих преовлађујућих стилова у архитектури Србије на прелазу из 19. век у 20. век. Грађена је у духу романтичарске архитектуре. Инжењеријска касарна представља новину, освежење и ликовни и уметнички напредак не само Ниша већ и читаве српске архитектуре. Подигнута за потребе војске, она симболише војни објекат - замак, са угаоним, полигоналним кулама, зупцима на врху и венцима у поткровљу.
По стилским карактеристикама, ванредној пластици и монументалности, зграда Инжињеријске касарне представља један од "најчистијих романтичарских објеката" у новијој архитектури Србије

## Орнаменти на згради са ознакама рода инжињерије
На згради се као украси налазе са јужне и северне стране по четири орнамента који приказују обележје тадашњег рода инжињерије.

## Споменик културе
Године 1983. ова зграда је проглашена спомеником културе и стављена под заштиту државе.

## Галерија
- Слике из 2019. године